# 拉茲 (喬治亞州)
拉茲（英語：Ladds）是位於美國喬治亞州巴托縣的一個非建制地區。該地的面積和人口皆未知。

## 地理
拉茲的座標為34°08′55″N 84°49′46″W / 34.14861°N 84.82944°W，而該地的平均海拔高度為211米（即692英尺）。